# Himejima-jinja
Le sanctuaire Himejima-jinja (姫嶋神社) est un sanctuaire shinto situé dans l'arrondissement Nishiyodogawa-ku, à Osaka .

## Divinités honorées
- La princesse Akaruhime (qui serait venue de Corée)[1].
- Sumiyoshi Ogami

### Rites

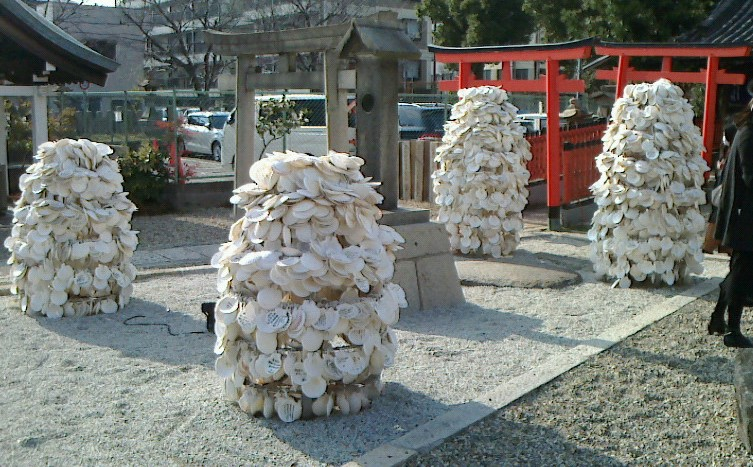
Ema du sanctuaire Himejima-jinja placés autour d'une pierre trouée.

Akaruhine est honorée comme déesse des nouveaux départs dans la vie. Après avoir écrit son souhait sur une coquille Saint-Jacques en guise de ema, le ou la fidèle lance une balle rouge, symbole d'Akaruhime, à travers une pierre trouée. Si la balle passe à travers le trou, c'est un bon présage.

## Histoire
- La date de fondation du sanctuaire du temple est inconnue, mais il contient dix lanternes en pierre qui datent de 1648[4].
- Taisho 2 ( 1913 ) - Dans le Système moderne de classement des sanctuaires shinto, il est désigné comme Shinryo-kinki-ryo-shashin-sha

## Architecture

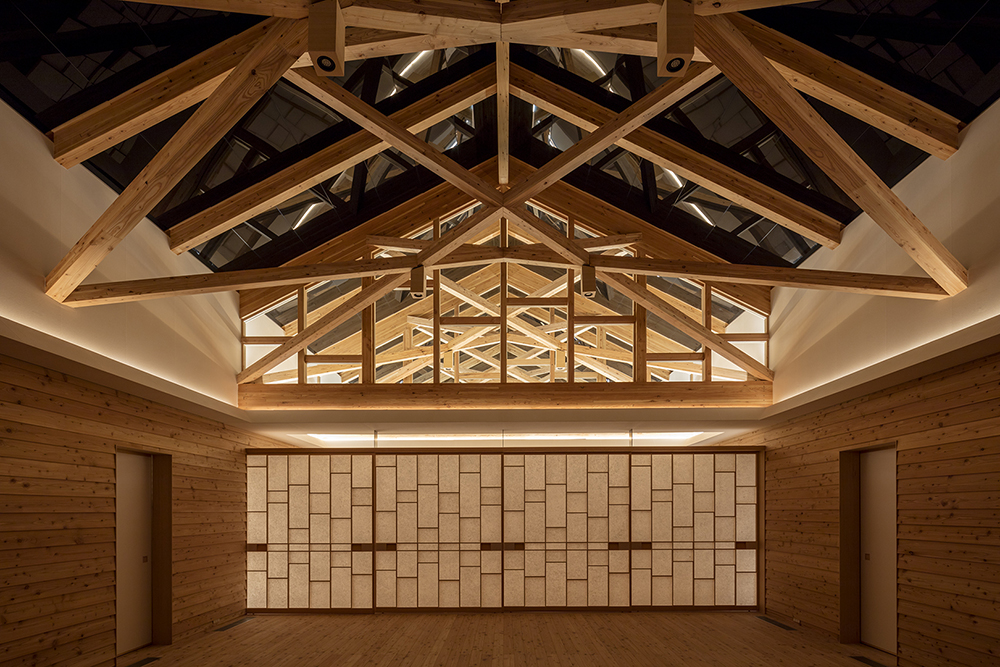
Salle de réunion du sanctuaire Himejima-jinja.

En 2019, la salle de réunion (sanshuden) du sanctuaire, construite en 2017, sur les plans de l'architecte Shinichiro Hashiguchi a reçu un prix "Good Design Award".